# Box-office 1998 au Canada et aux États-Unis
Cet article traite du box-office de 1998 au Canada et aux États-Unis.

## Classement
| Rang | Titre                                  | Pays                  | Réalisateur                                  | Budget en USD | Recettes      |
| ---- | -------------------------------------- | --------------------- | -------------------------------------------- | ------------- | ------------- |
| 1.   | Il faut sauver le soldat Ryan          | États-Unis d'Amérique | Steven Spielberg                             | 70 000 000    | 216 540 909 $ |
| 2.   | Armageddon                             | États-Unis d'Amérique | Michael Bay                                  | 140 000 000   | 201 578 182 $ |
| 3.   | Mary à tout prix                       | États-Unis d'Amérique | Bobby et Peter Farrelly                      | 23 000 000    | 176 484 651 $ |
| 4.   | 1 001 Pattes                           | États-Unis d'Amérique | Andrew Stanton                               | 45 000 000    | 162 798 565 $ |
| 5.   | Waterboy                               | États-Unis d'Amérique | Frank Coraci                                 | 23 000 000    | 161 491 646 $ |
| 6.   | Docteur Dolittle                       | États-Unis d'Amérique | Betty Thomas                                 | 71 500 000    | 144 156 605 $ |
| 7.   | Big Daddy                              | États-Unis d'Amérique | Dennis Dugan                                 | 34 200 000    | 163 479 795 $ |
| 8.   | Rush Hour                              | États-Unis d'Amérique | Brett Ratner                                 | 33 000 000    | 141 186 864 $ |
| 9.   | Deep Impact                            | États-Unis d'Amérique | Mimi Leder                                   | 75 000 000    | 140 464 664 $ |
| 10.  | Godzilla                               | États-Unis d'Amérique | Roland Emmerich                              | 130 000 000   | 136 314 294 $ |
| 11.  | Docteur Patch                          | États-Unis d'Amérique | Tom Shadyac                                  | 90 000 000    | 135 026 902 $ |
| 12.  | L'Arme fatale 4                        | États-Unis d'Amérique | Richard Donner                               | 140 000 000   | 130 444 603 $ |
| 13.  | The Truman Show                        | États-Unis d'Amérique | Peter Weir                                   | 60 000 000    | 125 618 201 $ |
| 14.  | Mulan                                  | États-Unis d'Amérique | Barry Cook (en) et Tony Bancroft             | 70 000 000    | 120 620 254 $ |
| 15.  | Vous avez un mess@ge                   | États-Unis d'Amérique | Nora Ephron                                  | 65 000 000    | 115 821 495 $ |
| 16.  | Ennemi d'État                          | États-Unis d'Amérique | Tony Scott                                   | 90 000 000    | 111 549 836 $ |
| 17.  | Le Prince d'Égypte                     | États-Unis d'Amérique | Brenda Chapman, Simon Wells et Steve Hickner | 70 000 000    | 101 413 188 $ |
| 18.  | Les Razmoket, le film                  | États-Unis d'Amérique | Norton Virgien et Igor Kovalyov (en)         | 24 000 000    | 100 494 675 $ |
| 19.  | Shakespeare in Love                    | États-Unis d'Amérique | John Madden                                  | 25 000 000    | 100 317 794 $ |
| 20.  | Le Masque de Zorro                     | États-Unis d'Amérique | Martin Campbell                              | 65 000 000    | 94 095 523 $  |
| 21.  | Ma meilleure ennemie                   | États-Unis d'Amérique | Chris Columbus                               | 50 000 000    | 91 137 662 $  |
| 22.  | Fourmiz                                | États-Unis d'Amérique | Eric Darnell et Tim Johnson                  | 60 000 000    | 90 757 863 $  |
| 23.  | Everest                                | États-Unis d'Amérique | David Breashears et Greg MacGillivray (en)   |               | 91 137 662 $  |
| 24.  | The X-Files, le film                   | États-Unis d'Amérique | Rob Bowman                                   | 82 620 000    | 83 898 313 $  |
| 25.  | Wedding Singer : Demain, on se marie ! | États-Unis d'Amérique | Frank Coraci                                 | 18 000 000    | 80 245 725 $  |
| 26.  | La Cité des anges                      | États-Unis d'Amérique | Brad Silberling                              | 55 000 000    | 78 685 114 $  |
| 28.  | Star Trek : Insurrection               | États-Unis d'Amérique | Jonathan Frakes                              | 58 000 000    | 70 187 658 $  |
| 29.  | Blade                                  | États-Unis d'Amérique | Stephen Norrington                           | 50 000 000    | 70 087 718 $  |

## Classement par Week End
| #  | Date              | Film no 1                     | Recettes     |
| -- | ----------------- | ----------------------------- | ------------ |
| 1  | 2 janvier 1998    | Titanic                       | 33 315 278 $ |
| 2  | 9 janvier 1998    | Titanic                       | 28 716 310 $ |
| 3  | 16 janvier 1998   | Titanic                       | 30 011 034 $ |
| 4  | 23 janvier 1998   | Titanic                       | 25 238 720 $ |
| 5  | 30 janvier 1998   | Titanic                       | 25 907 172 $ |
| 6  | 6 février 1998    | Titanic                       | 23 027 838 $ |
| 7  | 13 février 1998   | Titanic                       | 28 167 947 $ |
| 8  | 20 février 1998   | Titanic                       | 21 036 343 $ |
| 9  | 27 février 1998   | Titanic                       | 19 633 056 $ |
| 10 | 6 mars 1998       | Titanic                       | 17 605 849 $ |
| 11 | 13 mars 1998      | Titanic                       | 17 578 815 $ |
| 12 | 20 mars 1998      | Titanic                       | 17 165 239 $ |
| 13 | 27 mars 1998      | Titanic                       | 15 213 500 $ |
| 14 | 3 avril 1998      | Perdus dans l'espace          | 20 154 919 $ |
| 15 | 10 avril 1998     | La Cité des anges             | 15 369 048 $ |
| 16 | 17 avril 1998     | La Cité des anges             | 12 332 194 $ |
| 17 | 24 avril 1998     | Big Hit                       | 10 809 424 $ |
| 18 | 1er mai 1998      | He Got Game                   | 7 610 663 $  |
| 19 | 8 mai 1998        | Deep Impact                   | 41 152 375 $ |
| 20 | 15 mai 1998       | Deep Impact                   | 23 266 622 $ |
| 21 | 22 mai 1998       | Godzilla                      | 44 047 541 $ |
| 22 | 29 mai 1998       | Godzilla                      | 18 020 444 $ |
| 23 | 5 juin 1998       | The Truman Show               | 31 542 121 $ |
| 24 | 12 juin 1998      | The Truman Show               | 20 010 580 $ |
| 25 | 19 juin 1998      | The X-Files, le film          | 30 138 758 $ |
| 26 | 26 juin 1998      | Docteur Dolittle              | 29 014 324 $ |
| 27 | 3 juillet 1998    | Armageddon                    | 36 089 972 $ |
| 28 | 10 juillet 1998   | L'Arme fatale 4               | 34 048 124 $ |
| 29 | 17 juillet 1998   | Le Masque de Zorro            | 22 525 855 $ |
| 30 | 24 juillet 1998   | Il faut sauver le soldat Ryan | 30 576 104 $ |
| 31 | 31 juillet 1998   | Il faut sauver le soldat Ryan | 23 601 801 $ |
| 32 | 7 aout 1998       | Il faut sauver le soldat Ryan | 17 398 000 $ |
| 33 | 14 aout 1998      | Il faut sauver le soldat Ryan | 13 157 819 $ |
| 34 | 21 aout 1998      | Blade                         | 17 073 856 $ |
| 35 | 28 aout 1998      | Blade                         | 10 925 976 $ |
| 36 | 4 septembre 1998  | Mary à tout prix              | 10 920 201 $ |
| 37 | 11 septembre 1998 | Rounders                      | 8 459 126 $  |
| 38 | 18 septembre 1998 | Rush Hour                     | 33 001 803 $ |
| 39 | 25 septembre 1998 | Rush Hour                     | 21 202 929 $ |
| 40 | 2 octobre 1998    | Fourmiz                       | 17 195 160 $ |
| 41 | 9 octobre 1998    | Fourmiz                       | 14 713 918 $ |
| 42 | 16 octobre 1998   | Les Ensorceleuses             | 13 104 694 $ |
| 43 | 23 octobre 1998   | Pleasantville                 | 8 855 063 $  |
| 44 | 30 octobre 1998   | Vampires                      | 8 855 063 $  |
| 45 | 6 novembre 1998   | Waterboy                      | 39 414 071 $ |
| 46 | 13 novembre 1998  | Waterboy                      | 24 431 129 $ |
| 47 | 20 novembre 1998  | Les Razmoket                  | 27 321 470 $ |
| 48 | 27 novembre 1998  | 1 001 Pattes                  | 33 258 052 $ |
| 49 | 4 décembre 1998   | 1 001 Pattes                  | 17 174 218 $ |
| 50 | 11 décembre 1998  | Star Trek : Insurrection      | 22 052 836 $ |
| 52 | 18 décembre 1998  | Vous avez un message          | 18 426 749 $ |
| 53 | 25 décembre 1998  | Docteur Patch                 | 25 262 280 $ |